# Juan Carlos Varela
Juan Carlos Varela Rodríguez (født 12. december 1963 i Panama City) er en panamansk politiker og nuværende præsident for Panama, han repræsenter partiet Partido Panameñista. Han var landets vicepræsident fra 1. juli 2009, og vandt præsidentvalget 4. maj 2014 over sin tidligere partifælle Ricardo Martinelli. Han blev indviet som landets præsident 1. juli 2014.

## Eksterne lenker
- Wikimedia Commons har flere filer relateret til Juan Carlos Varela
- Officiel hjemmeside Arkiveret 25. juni 2014 hos  Wayback Machine

1. ↑  Navnet er anført på engelsk og stammer fra Wikidata hvor navnet endnu ikke findes på dansk.
2. ↑  Navnet er anført på engelsk og stammer fra Wikidata hvor navnet endnu ikke findes på dansk.